# −0
−0은 수학이나 컴퓨터에서 숫자를 표현할 때 등장할 수 있는 숫자로, 보통은 0과 같은 의미를 지니지만 특수한 경우에는 다른 의미로 사용되는 경우도 있다. +0과 구별해 음의 부호를 가지기도 한다.

## 컴퓨터
숫자를 비트의 나열로 표현할 때, 표현법에 따라 −0이 0과 독립적으로 나타날 수 있다. 예를 들어, 1의 보수 표현법에서는 0을 비트로 00000000으로 나타내었다고 하면, 0의 1의 보수는 −0 = 11111111이 된다.

IEEE 754에서 −0을 32비트로 표현한 구조

부동소수점에서도 표준에 따라 −0이 정의될 수 있다. 예를 들어, IEEE 754에서는 −0을 0과 구별해서 정의하고, 또한 0으로 나누기와 같은 연산에서의 결과도 다르게 나타난다. 하지만 비교 연산에서는 두 수는 같은 것으로 취급된다.

## 수학
함수의 극한에서 +0과 −0은 그 값의 이동 방향을 나타낸다. {\displaystyle \lim _{x\to a-0}f(x)=c}는 x가 a보다 작은 방향에서 a로 가까워지는 것을 의미하고, 반대로 {\displaystyle \lim _{x\to a+0}f(x)=c}는 {\displaystyle x}가 {\displaystyle a}보다 큰 방향에서 {\displaystyle a}로 가까워지는 것을 의미한다.
예를 들어, {\displaystyle f(x)}가 {\displaystyle x\geq 0}일 때 1, {\displaystyle x<0}일 때 0을 가지는 함수라면 {\displaystyle \lim _{x\to 0-0}f(x)=0}, {\displaystyle \lim _{x\to 0+0}f(x)=1}이 된다.

## 같이 보기
- 0
- +0
- 1
- 0으로 나누기